# Juwayriya bint al-Harith

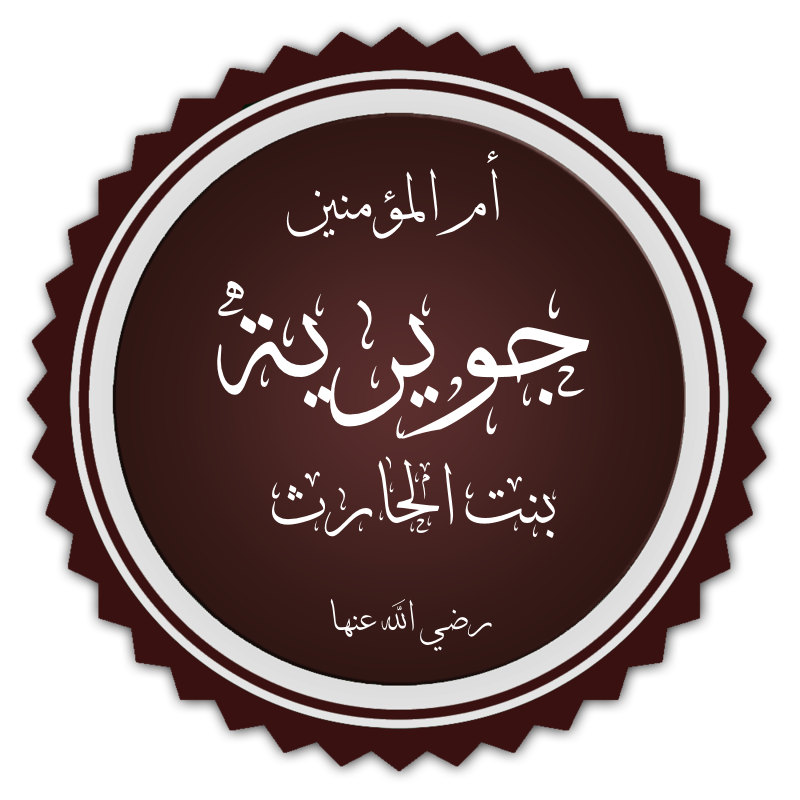
Juwayriya's naam in het Arabisch.

Juwayriya bint al-Harith (Arabisch: جويرية بنت الحارث) was de achtste vrouw van Mohammed. Zoals alle andere vrouwen die waren getrouwd met Mohammed stond Juwayriya bekend als moeder der gelovigen (naar Soera 33:6).

## Huwelijk met Mohammed
Juwayriya was een dochter van Al-Hārith ibn Abi Dirar, de leider van de stam Banu Mustaliq. Ze werd omgeschreven als een erg mooie vrouw die iedere man die naar haar keek betoverde. 
In december 627 of januari 628 viel Mohammed deze stam aan nadat hij te horen had gekregen dat ze hem zouden gaan aanvallen. Mohammeds leger raakte slaag met deze stam bij een waterput genaamd al-Muraysi'. Mohammeds leger versloeg dit leger. Sommigen van de stam sneuvelden en anderen sloegen op de vlucht. De vrouwen, de kinderen en het eigendom van de stam werden buitgemaakt. De vrouwen werden verdeeld onder de moslims. Juwayriyya werd aan Thabit ibn Qays al-Ansari toebedeeld. Hij beloofde haar vrij te laten voor geld. Toen zij Mohammed hierover aansprak, liet hij haar vrij en trouwde met haar.

## Dood
Juwayriya stierf in 676 tijdens het kalifaat van Moe'awiya I.